# Línea D1 (Montevideo)
La línea D1 de la red de transporte urbano de Montevideo es una línea diferencial que une la Ciudad Vieja con Carrasco. Desde el año 2020, había sido sustituida por la línea DE1 la cual tuvo una leve modificación en su recorrido.
Cinco años después, precisamente el 13 de mayo de 2025 vuelve a reactivarse esta linea, es decir, dejando sin efecto su anterior denominación como DE1, manteniendo su recorrido.

## Historia
Creada en los años setenta como una de las primeras líneas diferenciales de Montevideo, líneas urbanas que se caracterizan por brindar un servicio directo o semidirecto. La línea D1 también denominada como “Directo Carrasco”, para distinguirse del servicio prestado por la empresa municipal de transporte, el Rápido Carrasco, partía inicialmente desde la Plaza Constitución hacia el barrio de Carrasco, pero tiempo después, su recorrido tendría algunas modificaciones, pues dejaría de partir desde la plaza mencionada.
Sus servicios comenzaron a realizarse con unidades Leyland Ranger, fabricados por la misma compañía. En los años noventa dichas unidades fueron sustituidas por 5 Marcopolo  Allegro - Mercedes Benz, con su característico color bordó, para ser diferenciados del resto de unidades del servicio diferencial y suburbano, pero tiempo después fueron recubiertas parcialmente con publicidad, excepto en la parte frontal. Estas unidades fueron renovadas en el año 2008, con la introducción de los clásicos Marcopolo Ideale - Mercedes Benz. En el caso de las 5 unidades para esta línea, también llegaron con el mismo color bordó y recubiertas luego con publicidades. En el año 2020 y con la llegada del transporte eléctrico a la ciudad de Montevideo, el cual ya había dado inicios en 2018 con la adquisición del primer coche eléctrico, con la llegada de nuevas unidades, algunas líneas y recorridos debieron ser modificados. El 1 de julio de 2020 esta línea dejó de funcionar, para ser sustituido por la línea CE1 operada por coches eléctricos. Desde entonces, las unidades al rotar con las demás líneas con unidades de este tipo no introdujeron cambios en su color de pintura.
Cinco años después, luego de su reactivación, es operada por nuevos autobuses HIGER, en conjunto con autobuses Audace, del fabricante Marcopolo.

## Recorridos
Circula en ambos sentidos por los barrios Ciudad Vieja, Centro, Cordón, Pocitos, Buceo, Malvín, Punta Gorda y Carrasco, manteniendo así el recorrido anterior.
| LÍNEA D1 |

| Partida (Ciudad Vieja) - Buenos Aires - Circunvalación Plaza Independencia - Avenida 18 de Julio - Constituyente - Canelones - Juan Manuel Blanes - Maldonado - Bulevar España - Rambla República del Perú - Rambla Armenia - Rambla República de Chile - Rambla O'Higgins - Coímbra - Rambla República de México - Avenida Alfredo Arocena - Mones Roses - Sir Millington Drake - Avenida Italia - Santa Mónica - Terminal Carrasco | Retorno (Carrasco) - Dr. Eduardo Blanco Acevedo - Mones Roses - Avenida Alfredo Arocena - Rambla República de México - Coímbra - Rambla O'Higgins - Rambla República de Chile - Rambla Armenia - Rambla República del Perú - Bulevar España - Constituyente - Canelones - Doctor Javier Barrios Amorín - Constituyente - Avenida 18 de Julio - Circunvalación Plaza Independencia - Ciudadela - 25 de Mayo - Juan Lindolfo Cuestas - Buenos Aires CONTINÚA SIN ESPERA... |

## Horarios
| Lunes a viernes                  | Salida | Rambla y Bv. España | Rambla e Irigoyen | Llegada |
| -------------------------------- | ------ | ------------------- | ----------------- | ------- |
| Primer salida desde Ciudad Vieja | 07:16  | 07:45               | 07:55             | 08:10   |
| Última salida desde Ciudad Vieja | 20:40  | 21:15               | 21:25             | 21:40   |

| Lunes a viernes              | Salida | Rambla e Irigoyen | Rambla y Bv. España | Llegada |
| ---------------------------- | ------ | ----------------- | ------------------- | ------- |
| Primer salida desde Carrasco | 06:55  | 07:10             | 07:25               | 07:53   |
| Última salida desde Carrasco | 20:22  | 20:39             | 20:49               | 21:17   |

Vigencia de Horarios: Invierno 2025. Nota: Los horarios en lugares marcados con ¨X¨ se debe a que el bus inicia o termina su recorrido en el lugar anterior o siguiente y no pasará por dicha parada.